# Entsorgungsbetriebe der Landeshauptstadt Wiesbaden

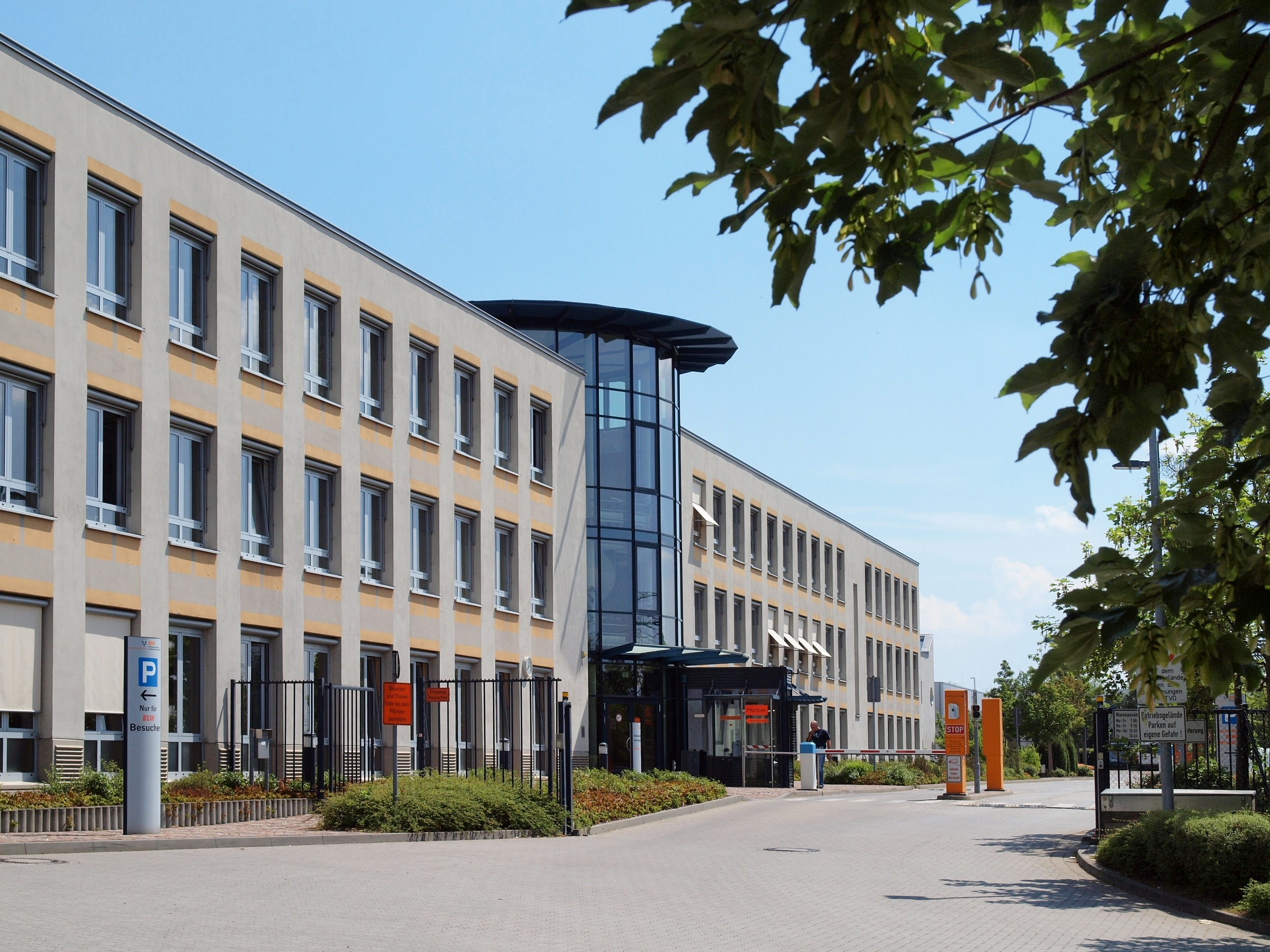
ELW-Verwaltungsgebäude mit Betriebshof im Unteren Zwerchweg

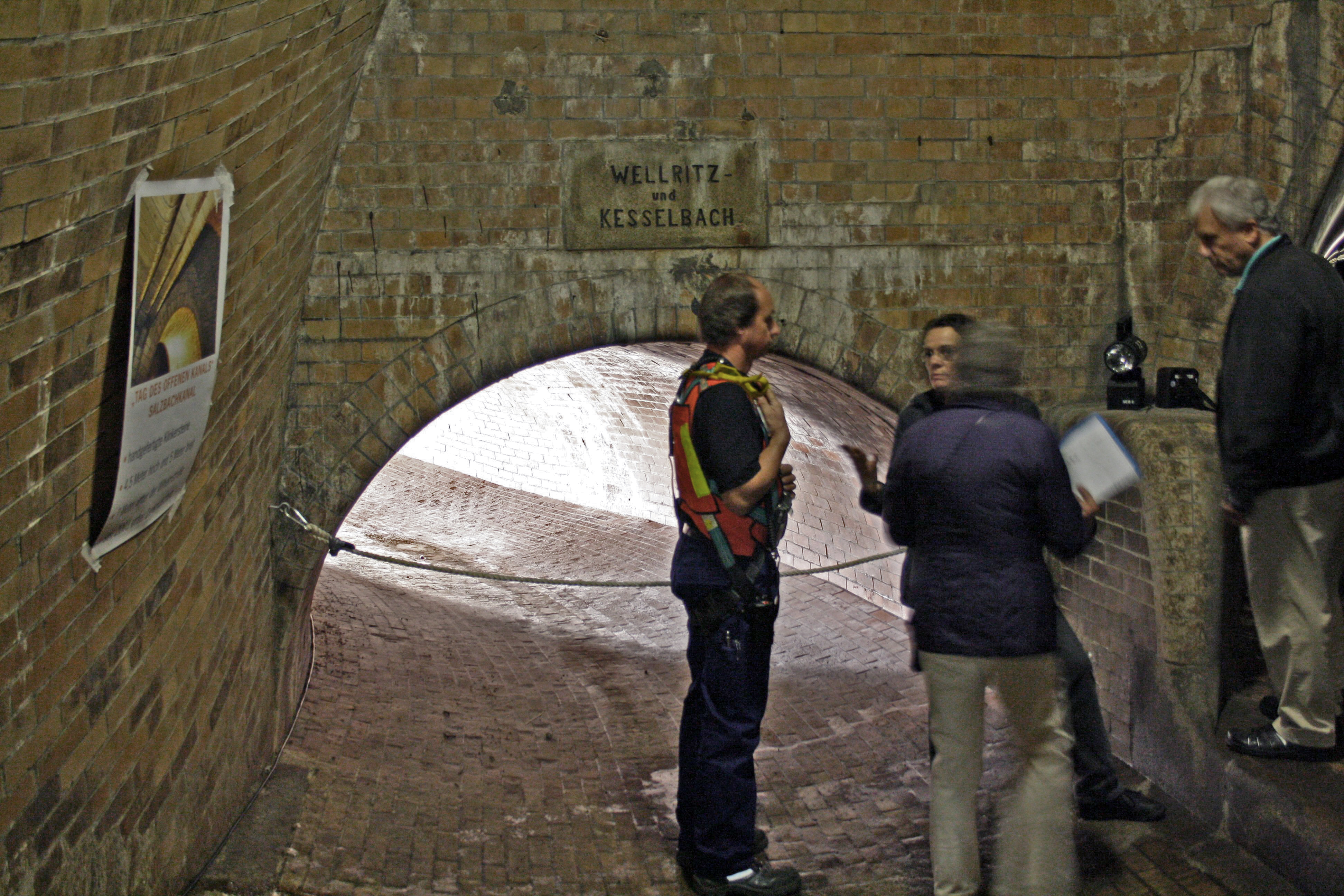
Kanalnetz Wiesbaden am „Tag des offenen Kanals“, 12. Sept. 2009

Die Entsorgungsbetriebe der Landeshauptstadt Wiesbaden (ELW) sind das öffentlich-rechtliche Entsorgungsunternehmen der Stadt Wiesbaden. Sie entstanden zum 1. Januar 1997 aus den bisherigen Verwaltungseinrichtungen Abwasserbeseitigung, Abfallentsorgung und Straßenreinigung/Winterdienst. Der städtische Eigenbetrieb beschäftigt etwa 700 Menschen und ist als Entsorgungsfachbetrieb zertifiziert.

## Struktur
Der ELW-Gesamtbetrieb ist in sechs Bereiche und mehrere bereichsübergreifende Stabsstellen strukturiert. Das Kerngeschäft verteilt sich auf die folgenden vier Bereiche:

### Abfallwirtschaft
Dieser Bereich betreibt die Deponie Dyckerhoffbruch mit einem Ablagerungsvolumen von 27,1 Millionen m³. Auf dem Gelände liegt eine große Umschlaganlage für den Wiesbadener Hausmüll und Bioabfall sowie angenommene/gesammelte Wertstoffe für die Weiterverarbeitung.

### Logistik
Der Bereich Logistik ist erstens für die Abfallsammlung im Wiesbadener Stadtgebiet einschließlich der Wertstoffhöfe und ähnlicher Annahmestellen zuständig, zweitens obliegt ihm die Sauberhaltung der städtischen Straßen und Plätze und der Winterdienst.

### Abwasserableitung
Der Bereich Abwasserableitung betreibt, überwacht und unterhält das 800 km lange Wiesbadener Kanalisationsnetz, darunter auch den unter Denkmalschutz stehenden Salzbachkanal, mit allen technischen Einrichtungen. Dazu gehören 12 Pumpwerke und 37 Stauräume bzw. Rückhaltebecken.

### Abwasserreinigung

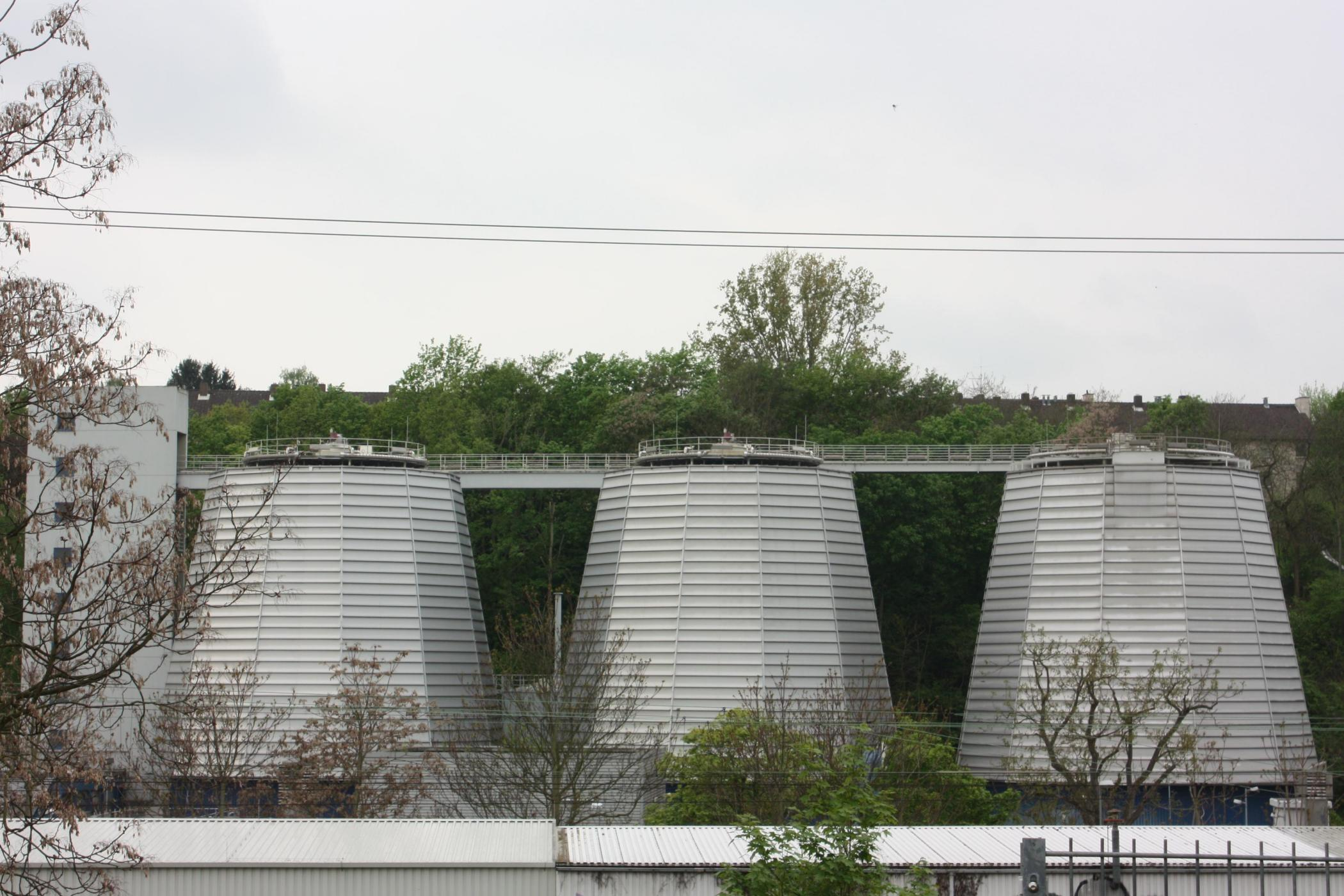
Faultürme des Hauptklärwerks, das zur Route der Industriekultur Rhein-Main Wiesbaden gehört

Der Bereich Abwasserreinigung betreibt die zwei Wiesbadener Klärwerke: das Hauptklärwerk an der Salzbachtalbrücke der A 66 und das Klärwerk Biebrich.
Das Biebricher Klärwerk ist eines der wenigen Großklärwerke in Deutschland, die in der biologischen Reinigungsstufe das effiziente dreistufige Festbettverfahren anwenden.

## Öffentlichkeitsarbeit
Bis 2022 wurde die Kundenzeitschrift orange kostenfrei an alle Wiesbadener Haushalte verteilt, dann wurde auf einen online verteilten Newsletter umgestellt. Darüber hinaus geben die ELW mehrere Informationsbroschüren zu betrieblichen Themen sowie Rechte und Pflichten der Wiesbadener Einwohner heraus.
Ein bis zwei Mal jährlich finden öffentliche Führungen im Salzbachkanal statt („Tag des offenen Kanals“).
Auf der Deponie Dyckerhoffbruch sind zwei Lehrpfade für Besuchergruppen eingerichtet, der Teichlehrpfad für Kinder im Grundschulalter und der ausführliche Deponielehrpfad. Auch hier werden begleitete Führungen angeboten, die über Deponiewirtschaft und Abfallentsorgung informieren.
Wiesbadener Schulen werden bei Themen zum Umweltbewusstsein gezielt unterstützt. Neben kostenlosen Führungen für Schulklassen durch das Hauptklärwerk oder die Deponie werden Materialien zu Entsorgungsthemen angeboten. Sauberkeitsaktionen einzelner Schulklassen werden materiell unterstützt und finanziell honoriert.
Die ELW präsentieren sich auf Ausbildungsmessen und unterstützen jährliche ehrenamtliche Reinigungsaktionen wie den Dreck-weg-Tag oder Sauberhafter Schulweg.

## Ausbildung
Die ELW bieten kontinuierlich Ausbildungen in folgenden Berufen (jeweils m/w/d) an:
- Fachkraft für Kreislauf- und Abfallwirtschaft
- Fachkraft für Abwassertechnik
- Fachkraft für Rohr-, Kanal- und Industrieservice
- Elektroniker (Fachrichtung Energie- und Gebäudetechnik)
- Industriemechaniker (Fachrichtung Betriebstechnik)
- Kfz-Mechatroniker (Fachrichtung Nutzfahrzeuge)
- Kaufmann für Büromanagement
- Fachinformatiker
- Bauzeichner
- Fachkraft für Lagerlogistik